# Dalkeith Palace

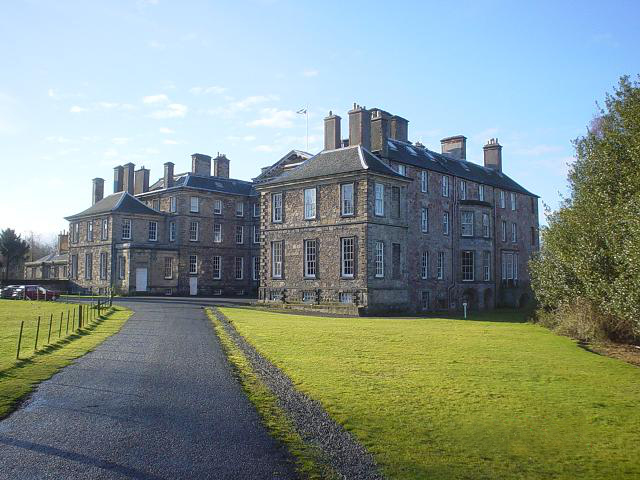
Dalkeith Palace

Dalkeith Palace o Palazzo Dalkeith a Dalkeith, in Scozia, era la residenza ufficiale del Duca di Buccleuch.

## Storia
Dalkeith Palace era originariamente nelle mani del clan Graham, nel XII secolo, e venne donato al Clan Douglas nei primi anni del XIV secolo. James Douglas di Dalkeith divenne conte di Morton nella metà del XV secolo. Il castello è stato strategicamente situato in una posizione facilmente difendibile sopra un'ansa del fiume North Esk. Più vicino al centro di Dalkeith, James Douglas, I Lord di Dalkeith ordinò la costruzione di una chiesa collegiata nel 1406, in cui furono sepolti tutti i membri della famiglia.
Margherita Tudor, la sposa di Giacomo IV di Scozia, fu ospite del conte di Morton prima del suo ingresso formale a Edimburgo nel 1503. Nel 1543, David Beaton, arcivescovo di St. Andrews, fu imprigionato qui.

### Duchi di Buccleuch
Nel 1642, Dalkeith Palace fu venduto dal Clan Douglas a Francis Scott, II conte di Buccleuch. Sua figlia sposò il duca di Monmouth, figlio illegittimo di Carlo II.
Dopo che il duca di Monmouth era stato giustiziato per tradimento, Anne Scott, la vedova, che deteneva il titolo scozzese nel suo pieno diritto, ha chiesto all'architetto James Smith di utilizzare il palazzo di Het Loo di Guglielmo d'Orange come un modello per il nuovo Dalkeith Palace.
Nel complesso, il palazzo è stato costruito in pietra arenaria ed l'ingresso principale è  fiancheggiato, su ciascun lato, da pilastri di ordine corinzio.
Diversi personaggi noti della storia inglese e scozzese sono stati ospiti presso il Palazzo nei secoli successivi. Carlo Edoardo Stuart soggiornò due notti a Dalkeith nel 1745, re Giorgio IV dormì li durante la sua visita a Edimburgo nel 1822. Durante la seconda guerra mondiale, le truppe polacche del 3° Flanders Rifle Brigade, erano alloggiati al terzo piano di Dalkeith Palace dal 1942 in poi, come testimoniano i graffiti disegnati dalle truppe.
Dalkeith Palace non è stata abitata dalla famiglia Buccleuch dal 1914 ed è stata affittata all'Università del Wisconsin dal 1985. Circa 60-80 studenti a semestre vivono nel palazzo, dove si tengono anche lezioni di docenti statunitensi e britannici.